# Cephalops seminitidus
Cephalops seminitidus är en tvåvingeart som först beskrevs av Becker 1898.  Cephalops seminitidus ingår i släktet Cephalops och familjen ögonflugor. Inga underarter finns listade i Catalogue of Life.